# راندا البحيري
راندا البحيري (8 أغسطس 1983-)، ممثلة مصرية. من مواليد مدينة القاهرة حائزة على دبلوم في الفنون من أكاديمية الجامعة العربية، بدأت العمل في مجال التمثيل منذ عام 2000م.

## حياتها
ولدت في القاهرة، وتخرجت من كلية الآداب قسم اللغة الإنجليزية بجامعة القاهرة، بدأت مشوارها الفني بالعمل كموديل إعلاني ثم انتقلت للعمل في الأغاني المصورة الفيديو كليب إلى أن بدأت عملها بعد ذلك كممثلة في عام 1998 في التلفزيون والسينما والمسرح وكان أول أعمالها مسلسل (أولاد حتتنا)، واستطاعت أن تثبت نفسها على الساحة الفنية وتحقق نجاحًا في الأدوار التي أدتها مما رشحها إلى أدوار البطولة رغم صغر سنها وعمرها الفني، كما شاركت في العديد من المبادرات والأعمال التطوعية الخيرية في الإمارات والعراق، وقد حازت خلال مسيرتها على عدد من التكريمات والجوائز كان أبرزها:
- منحت لقب سفيرة السعادة وسفيرة الأمل في الإمارات بناءً على مساهماتها في الأعمال الخيرية.
- تكريم من قبل مؤسسة بابليون للثقافة والفنون في العراق.[5]
- تكريم في مهرجان زفتي المسرحي عن أدائها في مسرحية في أيه يا مصر.[7]
- تكريم من قبل موقع وشوشة الفني عن أدائها في مسلسل سلسال الندم عام 2014م.[8]
- جائزة أفضل ممثل دور ثاني من قبل موقع وشوشة الفني عام 2016م.[9]

## أعمالها

### الأفلام
- 2001: جواز بقرار جمهوري
- 2002: رجال لا تعرف المستحيل
- 2005: أيام الخادمة أحلام
- 2006: ملك وكتابة
- 2006: ما تيجي نرقص
- 2006: أوقات فراغ
- 2006: العيال هربت
- 2006: آخر الدنيا
- 2007: كشف حساب
- 2007: غرفة 707
- 2007: خليك في حالك
- 2007: خليج نعمة
- 2008: ليلة في القمر
- 2008: قبلات مسروقة
- 2008: رامي الإعتصامي
- 2008: احنا اتقابلنا قبل كده
- 2009: يوم ما تقابلنا
- 2009: بدون رقابة
- 2009: أيام صعبة
- 2010: عايشين اللحظة
- 2010: أحاسيس
- 2012: سبوبة
- 2013: بوسي كات
- 2013: البرنسيسة
- 2014: واحد صعيدي
- 2014: بنت من دار السلام
- 2015: برد الشتا
- 2015: الدنيا مقلوبة
- 2016: صابر جوجل
- 2017: فوبيا
- 2018: الخروج عن النص
- 2019: كازانوفا
- 2020: الحوت الأزرق
- 2020: أسوار عالية
- 2022: ساحر النساء
- 2022: توكسيك

### المسلسلات
- 1995: حكايات من حارتنا
- 2002: جائزة نوفل
- 2002: اللؤلؤ المنثور
- 2003: شمس يوم جديد
- 2003: رحلة العمر
- 2003: حكايات زوج معاصر
- 2003: أنوار الحكمة
- 2003: الليل وآخره
- 2004: يا ورد مين يشتريك
- 2004: عيش أيامك
- 2004: عفاريت السيالة
- 2004: بنت أفندينا
- 2004: المعمورة
- 2004: أحلام هند الخشاب
- 2004: أحلام البنات
- 2005: لما يعدي النهار
- 2005: على نار هادئة
- 2005: المرسى والبحار
- 2006: القاهرة ترحب بكم
- 2007: لحظات حرجة (ج1)
- 2007: قضية رأي عام
- 2008: كلمة حق
- 2008: شريف ونص (ج1)
- 2008: رمانة الميزان
- 2008: راجل وست ستات (ج3)
- 2008: بنات في الثلاثين
- 2009: ورق التوت
- 2009: ليالي الحب
- 2010: لحظات حرجة (ج2)
- 2010: سنوات الحب والملح
- 2011: ليلى
- 2012: التنين
- 2012: الأخوة أعداء
- 2013: سلسال الدم (ج1)
- 2014: عشق النساء
- 2014: شط V.I.P
- 2015: سلسال الدم (ج2)
- 2015: حب لا يموت
- 2015: حالة عشق
- 2016: وعد
- 2016: مدرسة الحب
- 2016: سلسال الدم (ج3)
- 2016: جراب حواء
- 2016: أزمة نسب
- 2017: كابتن أنوش (ج1)
- 2017: صفين لولي
- 2017: شاش في قطن
- 2017: سلسال الدم (ج4)
- 2018: كابتن أنوش (ج2)
- 2018: سلسال الدم (ج5)
- 2018: سرايا حمدين
- 2018: رسايل
- 2018: الأب الروحي (ج2)
- 2018: الدولي
- 2020: الأخ الكبير
- 2020: ولاد إمبابة
- 2021: أرشيف
- 2021: اختراق ج2
- 2021: خيبة أمل
- 2021: كوفيد-25

### المسلسلات الإذاعية
- 2007: الحلوة والكداب
- 2009: من قتل تامر وزة
- 2012: واحة الغروب
- 2017: بابا فالنتينو
- 2021: اتنين في واحد

### المسرحيات
- 2011: سلاما يا مصر
- 2011: فيه إيه يا مصر
- 2016: شاطئ المرح

### الفوازير
- 2013: مسلسليكو

### البرامج
- 2016: وش السعد (ضيفة)

## وصلات خارجية
- راندا البحيري على موقع IMDb (الإنجليزية)
- راندا البحيري على موقع الدهليز
- راندا البحيري على موقع قاعدة بيانات الأفلام العربية